# متیو هیزلاپ
متیو هیزلاپ (انگلیسی: Matthew Hislop؛ زادهٔ ۳۱ ژانویهٔ ۱۹۹۰) بازیکن فوتبال اهل بریتانیا است.
از باشگاه‌هایی که در آن بازی کرده‌است می‌توان به باشگاه فوتبال کویینز پارک رنجرز و باشگاه فوتبال آرسنال اشاره کرد.
در تابستان 2006 اعلام شد هیسلوپ باشگاه را ترک خواهد کرد، اما پس از آن دوباره برای فصل 07-2006 قرارداد امضا کرد. در ژانویه 2007 اعلام شد هیسلوپ با توافق دوجانبه باشگاه را ترک خواهد کرد.